# سوزان سوان
سوزان سوان (بالإنجليزية: Susan Swan)‏ (9 يونيو 1945، ميدلاند في كندا)؛ روائية كندية.